# Smidtia amoena
Smidtia amoena là một loài ruồi trong họ Tachinidae.